# Cryptocephalus australobispinus
Cryptocephalus australobispinus – gatunek chrząszcza z rodziny stonkowatych i podrodziny Cryptocephalinae.
Gatunek ten został opisany w 1999 roku przez Edwarda Riley'ego i Arthura Gilberta.
Chrząszcz endemiczny dla Teksasu (Stany Zjednoczone), znany wyłącznie z hrabstwa Kennedy.